# 이은상 (시인)
이은상(李殷相, 1903년 10월 22일 ~ 1982년 9월 18일)은 대한민국의 시조 시인, 사학자이자 명예 문학박사이다. 본관은 전주, 호는 노산(鷺山)이다. 정종 (조선)의 열번째 서자 덕천군의 직계 후손이다.

## 생애
경상남도 마산 출신으로 경성 연희전문학교 문과와 일본 와세다 대학교 사학과를 나왔다. 그 후 경희대학교 대학원 국어국문학과에서 문학석사 및 박사 학위를 받았고 연세대학교에서 명예 문학박사 학위를 받았다. 경성 이화여자전문학교·서울대학교·영남대학교 교수를 거쳐 대한민족문화협회장·한국시조작가협회장·한국산악회 회장 등을 지냈다. 광복 전에는 국민문학파의 일원으로 활약하였고 ‘조선어학회 사건’으로 일본 경찰에 체포되어 투옥되기도 하였다. 〈조선문단〉지 초기부터 꾸준히 작품 활동을 하였다.
그의 시조는 조국과 국토 산하에 대한 예찬, 전통적 동양 정서, 불교적 무상관 등이 얽혀 바탕을 이루고 있다. 특히 조국과 민족에 대한 사랑은 거의 신앙적 집념으로 나타난다. 평이한 언어가 자연스럽게 유출하는 즉흥성은 넓은 독자층을 형성하여 시조 부흥을 이룩한 공로자의 한 사람이 되었다.
광복 후에는 언론·학술·사학 방면의 저술을 많이 남겼다. 또 국토를 편답하면서 쓴 기행문도 많고, 충무공 이순신 연구가로도 이름이 높다. 1963년 민주공화당이 창당될 때 창당선언문의 초안을 작성한 것으로 알려져 있다.
1982년 국정자문회의 자문위원에 임명되었으나 그해에 사망했다. 김구 선생 추도가, 박정희 대통령 추도가의 가사를 작시(作詩)하기도 했다.
저서로는 《노산 시조집》, 《민족의 맥박》, 《조국 강산》, 《이 충무공 일대기》 등이 있으며 기행문 《피어린 육백 리》가 있다.

## 같이 보기
- 가고파
- 이병기